# Hưng, Lữ Lương

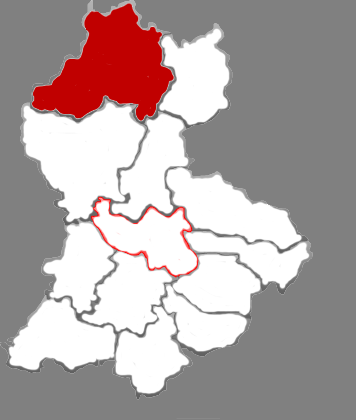
Hưng, Lữ Lương

Hưng (chữ Hán giản thể: 兴县, âm Hán Việt: Hưng huyện) là một huyện thuộc địa cấp thị Lữ Lương, tỉnh Sơn Tây, Cộng hòa Nhân dân Trung Hoa. Huyện Hưng có diện tích 3167 km², dân số năm 2002 là 270.000 người. Về mặt hành chính, huyện Hưng được chia thành 7 trấn và 17 hương. 
- Trấn: Thành Quan, Thái Gia Hội, La Dục Khẩu, Khang Ninh, Cao Gia Thông, Ngụy Gia Than, Ngõa Đường.
- Hương: Tiêu Gia Oa, Giá Gia Hội, Triệu Gia Bình, Mạnh Gia Bình, Khất Đạt, Ác Hổ Than, Thái Gia Nhai, Bùi Gia Xuyên Khẩu, Dương Gia Pha, Đông Hội, Tiểu Thiện, Quan Gia Nhai, Cố Hiền, Mộc Nhai Đầu, Giao Lâu Giáp, Bạch Gia Câu, Áo Gia Loan.